# سطح (فیلم)
سطح (انگلیسی: Surfacing) یک فیلم در ژانر درام به کارگردانی کلود جوترا است که در سال ۱۹۸۱ منتشر شد. فیلم‌نامه این فیلم که توسط برنارد گوردون نوشته شده اقتباسی از رمان سطح اثر مارگارت اتوود است.